# Pierre Morra
 (janvier 2022).
Si vous disposez d'ouvrages ou d'articles de référence ou si vous connaissez des sites web de qualité traitant du thème abordé ici, merci de compléter l'article en donnant les références utiles à sa vérifiabilité et en les liant à la section « Notes et références ».
Pour les articles homonymes, voir Morra (homonymie).
Pierre Morra (1900-1969) est un joueur d'échecs français.

## Biographie
Il est le fondateur de l'échiquier Niçois en 1946. En croissance continue, le club est très vite devenu le 1er club d'échecs à Nice et le 7e au niveau national.
Il a publié des ouvrages de théorie d'échecs, comme Le Jeu des échecs, principes fondamentaux, technique moderne, traité à l'usage du profane, du débutant et du joueur de force moyenne.

## Contribution à lathéorie des ouvertures
Son nom est associé au gambit Morra (également appelé gambit Smith-Morra).